# Selección de fútbol sub-23 de Ucrania
La Selección de fútbol sub-23 de Ucrania es el equipo que representa al país en la Eurocopa Sub-21 y otros torneos similares, y es controlada por la Federación de Fútbol de Ucrania.

## Palmarés
- Copa de la CEI: 1

2014
- Torneo Memorial Valery Lobanovsky: 1

2009
- Torneo Maurice Revello

2024

## Participaciones

### Eurocopa Sub-21
| Eurocopa Sub-21 | Eurocopa Sub-21       | Eurocopa Sub-21       | Eurocopa Sub-21       | Eurocopa Sub-21       | Eurocopa Sub-21       | Eurocopa Sub-21       | Eurocopa Sub-21       | Eurocopa Sub-21       |
| Año             | Ronda                 | Pos.                  | J                     | G                     | E                     | P                     | GF                    | GC                    |
| --------------- | --------------------- | --------------------- | --------------------- | --------------------- | --------------------- | --------------------- | --------------------- | --------------------- |
| 1960–1994       | Véase Unión Soviética | Véase Unión Soviética | Véase Unión Soviética | Véase Unión Soviética | Véase Unión Soviética | Véase Unión Soviética | Véase Unión Soviética | Véase Unión Soviética |
| 1996            | No clasificó          | No clasificó          | No clasificó          | No clasificó          | No clasificó          | No clasificó          | No clasificó          | No clasificó          |
| 1998            | No clasificó          | No clasificó          | No clasificó          | No clasificó          | No clasificó          | No clasificó          | No clasificó          | No clasificó          |
| 2000            | No clasificó          | No clasificó          | No clasificó          | No clasificó          | No clasificó          | No clasificó          | No clasificó          | No clasificó          |
| 2002            | No clasificó          | No clasificó          | No clasificó          | No clasificó          | No clasificó          | No clasificó          | No clasificó          | No clasificó          |
| 2004            | No clasificó          | No clasificó          | No clasificó          | No clasificó          | No clasificó          | No clasificó          | No clasificó          | No clasificó          |
| 2006            | Finalista             | 2.º                   | 5                     | 2                     | 1                     | 2                     | 4                     | 6                     |
| 2007            | No clasificó          | No clasificó          | No clasificó          | No clasificó          | No clasificó          | No clasificó          | No clasificó          | No clasificó          |
| 2009            | No clasificó          | No clasificó          | No clasificó          | No clasificó          | No clasificó          | No clasificó          | No clasificó          | No clasificó          |
| 2011            | Fase de grupos        | 8.º                   | 3                     | 0                     | 1                     | 2                     | 1                     | 5                     |
| 2013            | No clasificó          | No clasificó          | No clasificó          | No clasificó          | No clasificó          | No clasificó          | No clasificó          | No clasificó          |
| 2015            | No clasificó          | No clasificó          | No clasificó          | No clasificó          | No clasificó          | No clasificó          | No clasificó          | No clasificó          |
| 2017            | No clasificó          | No clasificó          | No clasificó          | No clasificó          | No clasificó          | No clasificó          | No clasificó          | No clasificó          |
| 2019            | No clasificó          | No clasificó          | No clasificó          | No clasificó          | No clasificó          | No clasificó          | No clasificó          | No clasificó          |
| 2021            | No clasificó          | No clasificó          | No clasificó          | No clasificó          | No clasificó          | No clasificó          | No clasificó          | No clasificó          |
| 2023            | Semifinales           | 3.º                   | 5                     | 3                     | 1                     | 1                     | 9                     | 8                     |
| Total           | Total                 | 3/15                  | 13                    | 5                     | 3                     | 5                     | 14                    | 19                    |

     Año Olímpico

### Juegos Olímpicos
| Sede(s) - Año | Resultado             | J                     | G                     | E                     | P                     | GF                    | GC                    |              |
| ------------- | --------------------- | --------------------- | --------------------- | --------------------- | --------------------- | --------------------- | --------------------- | ------------ |
| 1896 - 1992   | Véase Unión Soviética | Véase Unión Soviética | Véase Unión Soviética | Véase Unión Soviética | Véase Unión Soviética | Véase Unión Soviética | Véase Unión Soviética |              |
| 1996          | No clasificó          | No clasificó          | No clasificó          | No clasificó          | No clasificó          | No clasificó          | No clasificó          | No clasificó |
| 2000          | No clasificó          | No clasificó          | No clasificó          | No clasificó          | No clasificó          | No clasificó          | No clasificó          | No clasificó |
| 2004          | No clasificó          | No clasificó          | No clasificó          | No clasificó          | No clasificó          | No clasificó          | No clasificó          | No clasificó |
| 2008          | No clasificó          | No clasificó          | No clasificó          | No clasificó          | No clasificó          | No clasificó          | No clasificó          | No clasificó |
| 2012          | No clasificó          | No clasificó          | No clasificó          | No clasificó          | No clasificó          | No clasificó          | No clasificó          | No clasificó |
| 2016          | No clasificó          | No clasificó          | No clasificó          | No clasificó          | No clasificó          | No clasificó          | No clasificó          | No clasificó |
| 2020          | No clasificó          | No clasificó          | No clasificó          | No clasificó          | No clasificó          | No clasificó          | No clasificó          | No clasificó |
| 2024          | Fase de grupos        | 3                     | 1                     | 0                     | 2                     | 3                     | 5                     |              |
| Total         | 1/8                   | 3                     | 1                     | 0                     | 2                     | 3                     | 5                     |              |

### Copa de la CEI
- 2012 - Semifinales
- 2013 - Finalista
- 2014 - Campeón

### Torneo Memorial Valery Lobanovsky
- 2006: 3.º
- 2007: 3.º
- 2008: 3.º
- 2009: Campeón
- 2011: Finalista
- 2013: Finalista
- 2015: Finalista
- 2016: 3.º
- 2017: Finalista
- 2018: 4.º

## Entrenadores
| Nombre                       | País    | Periodo   |
| ---------------------------- | ------- | --------- |
| Volodymyr Muntian            | Ucrania | 1992–1994 |
| Viktor Kolotov               | Ucrania | 1995      |
| Oleksandr Ischenko           | Ucrania | 1996–1997 |
| Viktor Kolotov               | Ucrania | 1998–1999 |
| Volodymyr Onyschenko         | Ucrania | 1999–2001 |
| Anatoliy Kroshchenko         | Ucrania | 2002      |
| Pavlo Yakovenko              | Ucrania | 2002–2004 |
| Hennadiy Lytovchenko         | Ucrania | 2003–2004 |
| Oleksiy Mykhaylichenko       | Ucrania | 2004–2007 |
| Volodymyr Muntian (Interino) | Ucrania | 2008      |
| Pavlo Yakovenko              | Ucrania | 2008–2012 |
| Serhiy Kovalets              | Ucrania | 2013–2015 |
| Oleksandr Holovko            | Ucrania | 2015–2017 |
| Ruslan Rotan                 | Ucrania | 2017–hoy  |